# 美洲童軍區 (世界童軍運動組織)

美洲區成員地圖，請注意許多太平洋島嶼因宗主國關係，也屬於本區管轄。

美洲童軍區（英語：Interamerican Scout Region）是世界童軍運動組織旗下世界童軍總部的分區機構，總辦事處設於巴拿馬知識城。美洲區所轄的範圍包括整個西半球，從北美洲到南美洲皆在本轄區內。
而相對於本區的童軍組織為世界女童軍總會西半球區。

## 歷史
直到1980年代為止，本區所轄的範圍只包括墨西哥、中美洲、南美洲，和美國、加拿大合組國際童軍總局（Boy Scouts International Bureau），總部設在加拿大的渥太華。在今天，美洲區是為了在格蘭德河以南國家的權益而存在，像是在美洲區的官方網站，剛開始只有西班牙文的網站；因此，美國和加拿大並沒有像全世界其它國家或地區的童軍組織一樣積極地參與本區的活動。
在本區成立以後，總辦事處就逐漸地往南：
- 1946－1960年：古巴哈瓦那
- 1960－1960年：牙買加京斯敦
- 1960－1968年：墨西哥墨西哥市
- 1968－1992年：哥斯大黎加聖荷西
- 1992－2010年：智利聖地牙哥
- 2010年起：巴拿馬知識城

## 會員
本區共有34個會員，其中包含32個主要會員和2個結盟會員；另外有1個國家或地區被認定尚未有童軍活動。

### 正式會員

#### 主要會員
| - 加拿大 - 美国 - 墨西哥 - 巴哈马 - 多米尼克 - 薩爾瓦多 | - 格瑞那達 - 海地 - 牙买加 - 圣卢西亚 - 尼加拉瓜 - 巴拿马 - 千里達及托巴哥 | - 阿根廷 - 玻利维亚 - 巴西 - 智利 - 哥伦比亚 - 巴拉圭 - 秘魯 - 苏里南 | - 乌拉圭 - 委內瑞拉 |

#### 結盟會員
- 阿魯巴
- 荷屬安的列斯

### 非會員

#### 尚未有童軍活動的國家或地區
- 古巴

## 外部連結
- 世界童軍組織美洲區官方網站